# Isuzu 810
Der Isuzu 810 war ein Lastkraftwagen-Modell des japanischen Herstellers Isuzu. Der Ursprung der Namensgebung war der Entwicklungscode Code „810“.
1983 kam das Modell auf den Markt. Es war lieferbar mit einem Reihen-6-Zylinder-Dieselmotor (Motorcode) 6QA1 oder 6RB1, oder dem V-8-Zylinder-Motor P-CXZ21 sowie dem V-12-Zylinder-Motor P-EXD21. Im Export wurde das Modell als erste E-Serie und C-Serie verkauft.

## Geschichte
Im August 1983 erschien die Serie 810 mit zunächst vier runden Scheinwerfern. 1986 gab es kleine Änderungen aufgrund neuer Lärm-Vorschriften. Die Scheinwerfer waren nun eckig anstatt rund. Es war nun ein Lenkradschloss vorhanden. Optional gab es jetzt Automatikgetriebe. Die neue Generation erhielt den Turbomotor 6SD1 CXH23. 1989 gab es geringfügige Änderungen an Frontstoßfänger, Kühlergrill und ein neues Armaturenbrett, außerdem einen permanentem Retarder als Option. 1992 wurde die Front neu gestaltet mit einer Front-Maske mit neuen Scheinwerfern. Änderung des Turbo-Reihen-Sechszylinder-Motors 6RB1, nun mit Common-Rail-Einspritzung und Berg-Anfahrhilfe, teilweise als Standardausrüstung. Ende der Produktion erfolgte 1994, Nachfolger wurde der Isuzu Giga.

## Varianten

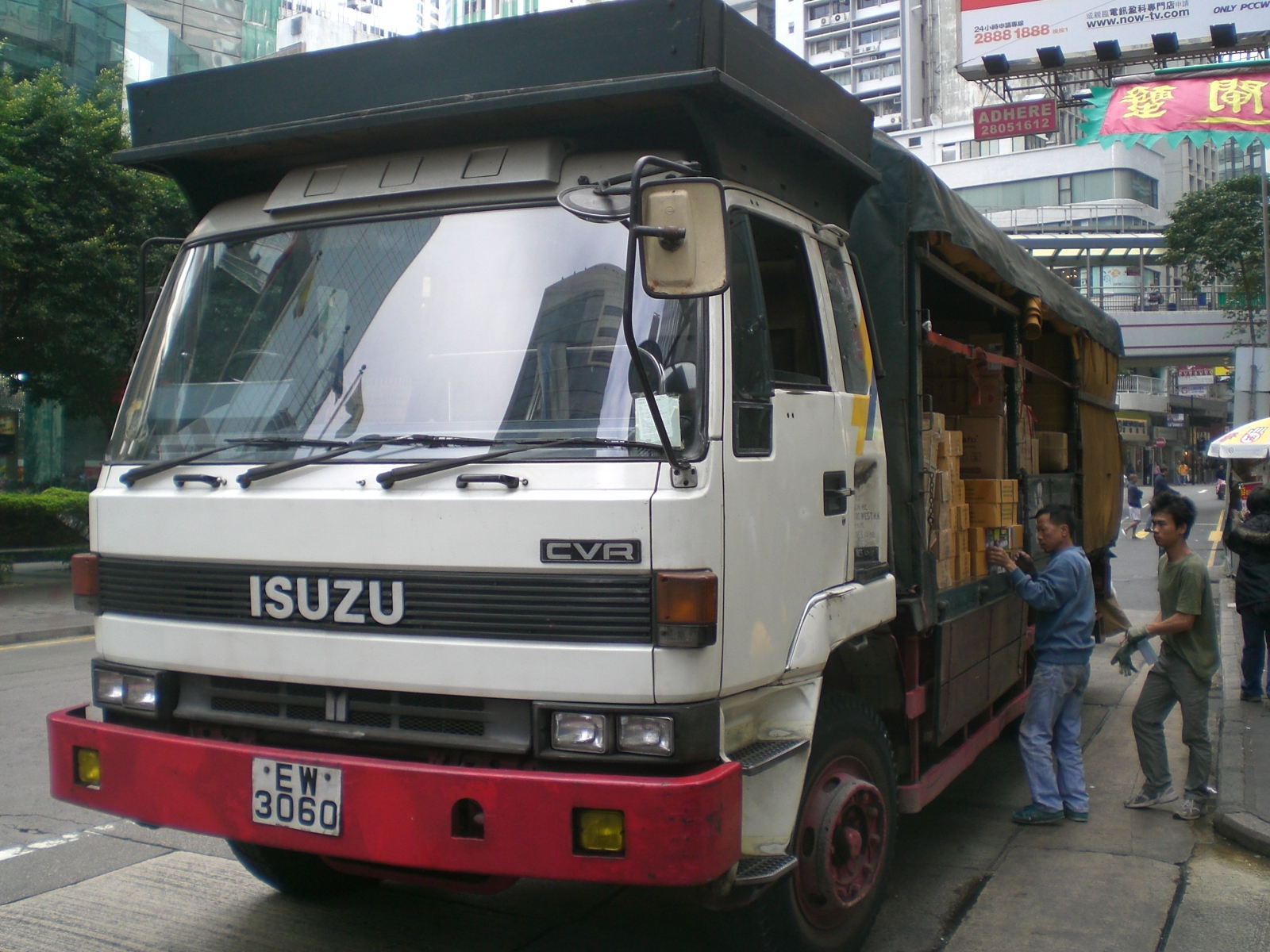
Isuzu CVR

- CXM 6×2
- CXL 6×2 (Luftfederung)
- CXK 6×2 (NK Federung)
- CXH 8×4
- CVZ 6×4 (Niederflur)
- CXZ 6×4
- CXG 6×2
- CVR 4×2
- EXR 4×2
- EXD 4×2 (Luftfederung)
- EXZ 6×4
- CVS 4×4
- CXW 6×6